# Upwork
Upwork (до травня 2015 — oDesk) — компанія, що пропонує глобальний майданчик з пошуку роботи й низку програмних продуктів для роботодавців, які хочуть винаймати й керувати віддаленими спеціалістами. Розташована в Редвуд-Сіті (Каліфорнія). Upwork заснували 2003 року грецькі підприємці: Одіссей Цалатос і Стратіс Караманлакіс.

## Опис
Upwork дає змогу клієнтам створювати онлайн команди розробників. Координація й оплата відбуваються за допомогою програмного забезпечення компанії та сайту. «Одеск» — це скорочення від «онлайн стіл», що відображало намір компанії дозволити будь-кому працювати в будь-якому місці, у будь-який час. Потенційні клієнти можуть постити проекти безкоштовно, а фрилансер («підрядники») можуть створювати профілі та робити ставки на проекти, також безкоштовно.
Компанія збирає 20 відсотків оплати за роботу від роботодавця фрилансеру за перші зароблені $500, 10% за доходи від $500.01 і до $10,000, та 5% за кошти зароблені понад $10000. Платежі здійснюються через Upwork. На додаток до майданчика проектів, послуг платежів та бухгалтерії компанія пропонує колаборативне програмне забезпечення, «Upwork Team App», що дає змогу клієнтам бачити процес роботи фрилансера в той час, коли він перебуває в режимі оплачуваного часу. Слід зауважити, що виплати здійснюються не миттєво, а лише через 6 днів так званого «безпечного періоду», протягом яких фрилансер може відмовитись від виплати в разі, якщо буде підозра на несанкціоноване зняття. Також необхідно близько двох днів для виводу коштів на рахунок фрилансера.
Виводити кошти з Upwork можна за допомогою систем PayPal, Wire Transfer, Direct Deposit/ACH, а також на картки Payoneer та Skrill.
У 2022 році компанія оголосила про припинення роботи у Росії та Білорусі у зв'язку з їх війною проти України.